# Sub Focus
Nick Douwma, uměleckým jménem Sub Focus (* 13. dubna 1982, Guildford, Surrey, Velká Británie) je britský producent elektronické hudby. Své první nahrávky vydal v roce 2003. První album pojmenované Sub Focus vydal 12. října 2009. Druhé album s názvem Torus vyšlo 30. září 2013.
V březnu 2005 se poprvé jeho singl dostal na první místo UK Dance Chart, jednalo se o skladbu "X-Ray / Scarecrow", kromě toho se tento singl také umístil v UK Singles Chart na 60. místě. V červnu 2008 se mu znovu podařilo umístit na první místo UK Dance Chart, tentokrát se skladbou "Timewarp / Join the Dots". V srpnu 2009 se singl „Rock It / Follow the Light“ dostal do UK Top 40, respektive na 38. místo. Po třetí s tímto singlem získal první místo v UK Dance Chart. Zremixoval několik skladeb, například od The Prodigy, Deadmau5, Ruska, Dizzee Rascala.
V roce 2010, byl předskokanem australské drum & bassové skupiny Pendulum, při jejich britském turné k jejich třetí desce nazvané Immersion. Ten samý rok produkoval skladbu „Kickstarts“ pro Exampla na jeho druhé album Won't Go Quietly.
30. září 2013 vydal své druhé album s názvem Torus, z tohoto alba bylo vydáno několik singlů „Falling Down“, „Out the Blue“, „Tidal Wave“, „Endorphins“ a „Turn It Around“. Všem těmto singlům se dařilo a vždy se umístili v UK Singles Chart v top 25.
Jeho singl Solar System se stal jeho nejvíce populární song s 11 mil. přehrání na YouTube

## Discografie

### Alba
| Název     | Detaily                                                             | Umístění |
| Název     | Detaily                                                             | UK       |
| --------- | ------------------------------------------------------------------- | -------- |
| Sub Focus | - Vydáno: 12. října 2009 - Label: Ram Records (RAMMLP13CD/RAMMLP13) | 51       |
| Torus     | - Vydáno: 30. září 2013 - Label: Virgin EMI                         | 11       |

## Singly
| Rok  | Singl                                 | Umístění | Umístění | Umístění | Umístění | Umístění | Album                        |
| Rok  | Singl                                 | UK       | UK Dance | BEL (Vl) | SCO      | SLO      | Album                        |
| ---- | ------------------------------------- | -------- | -------- | -------- | -------- | -------- | ---------------------------- |
| 2003 | "Down The Drain / Hot Line"           | —        | —        | —        | —        | —        | Singl nevyšel na žádném albu |
| 2004 | "Acid Test / Get On Up"               | —        | —        | —        | —        | —        | Singl nevyšel na žádném albu |
| 2004 | "Soundguy / Bluenote"                 | —        | —        | —        | —        | —        | Singl nevyšel na žádném albu |
| 2005 | "Frozen Solid / Juno"                 | —        | —        | —        | —        | —        | Singl nevyšel na žádném albu |
| 2005 | "X-Ray / Scarecrow"                   | 60       | —        | —        | —        | —        | Singl nevyšel na žádném albu |
| 2006 | "Airplane / Flamenco"                 | —        | —        | —        | —        |          | Singl nevyšel na žádném albu |
| 2007 | "Special Place / Druggy"              | —        | —        | —        | —        | —        | Singl nevyšel na žádném albu |
| 2008 | "Timewarp / Join the Dots"            | 92       | —        | —        | —        | —        | Sub Focus                    |
| 2009 | "Rock It / Follow the Light"          | 38       | 7        | —        | —        | —        | Sub Focus                    |
| 2009 | "Could This Be Real / Triple X"       | 41       | 4        | —        | —        | —        | Sub Focus                    |
| 2010 | "Splash" (featuring Coco)             | 41       | 7        | —        | —        | —        | Sub Focus                    |
| 2011 | "Falling Down" (featuring Kenzie May) | —        | —        | —        | —        | —        | Torus                        |
| 2012 | "Out the Blue" (featuring Alice Gold) | 23       | 5        | —        | 28       | —        | Torus                        |
| 2012 | "Tidal Wave" (featuring Alpines)      | 12       | 4        | 65       | 15       | 78       | Torus                        |
| 2013 | "Endorphins" (featuring Alex Clare)   | 10       | 7        | 134      | 11       | 41       | Torus                        |
| 2013 | "Turn It Around" (featuring Kele)     | 14       | 5        | —        | 14       | —        | Torus                        |
| 2016 | "Nobody Knows"                        | —        | —        | —        | —        | —        | Nejsou v žádném albu         |
| 2016 | "Love Divine"                         | —        | —        | —        | —        | —        | Nejsou v žádném albu         |
| 2017 | "Lingua" (featuring Stylo G)          | —        | —        | —        | —        | —        | Nejsou v žádném albu         |
| 2017 | "Don't You Feel It" (featuring Alma)  | —        | —        | —        | —        | —        | Nejsou v žádném albu         |
| 2017 | "Circadian"                           | —        | —        | —        | —        | —        | Nejsou v žádném albu         |

### Remixy
| Rok  | Skladba                            | Originál od Interpreta          | Vydáno |
| ---- | ---------------------------------- | ------------------------------- | ------ |
| 2004 | "Cold Killa"                       | Shimon & Sparfunk               | Ne     |
| 2005 | "Squelch"                          | Baron                           | Ano    |
| 2005 | "Smack My Bitch Up"                | The Prodigy                     | Ano    |
| 2006 | "Aliens"                           | Dr. Octagon                     | Ano    |
| 2006 | "Nervous"                          | DJ Fresh feat. Mary Byker       | Ano    |
| 2006 | "A Bit Patchy"                     | Switch                          | Ne     |
| 2008 | "We Are The People"                | Empire of the Sun               | Ano    |
| 2009 | "Ghosts N Stuff\|Ghosts 'n' Stuff" | deadmau5 feat. Rob Swire        | Ano    |
| 2009 | "Take Me To The Hospital"          | The Prodigy                     | Ano    |
| 2009 | "Dirtee Cash"                      | Dizzee Rascal                   | Ano    |
| 2009 | "Twerk"                            | Basement Jaxx feat. Yo! Majesty | Ano    |
| 2010 | "Hold On"                          | Rusko feat. Amber Coffman       | Ano    |
| 2010 | "Self Machine"                     | I Blame Coco                    | Ano    |
| 2013 | "Endorphins" (s Fred V & Grafix)   | Sub Focus feat. Alex Clare      | Ano    |

### Ostatní spolupráce
| Rok  | Skladba                   | Interpret                                                    | Album/EP/Singl               |
| ---- | ------------------------- | ------------------------------------------------------------ | ---------------------------- |
| 2004 | "Ghost"                   | Sub Focus & Danny Wheeler                                    | Ghost / Lost Highway         |
| 2004 | "Lost Highway"            | Sub Focus & Danny Wheeler                                    | Ghost / Lost Highway         |
| 2005 | "Silicon Chop"            | Tim Exile (featuring Sub Focus)                              | Pro Agonist                  |
| 2006 | "Verano"                  | Sub Focus & Howtek (featuring Brookes Brothers)              | Verano / Arachnophobia       |
| 2007 | "Borrowed Time"           | TC (featuring Sub Focus)                                     | Evolution                    |
| 2008 | "Borrowed Time" (VIP mix) | TC (featuring Sub Focus)                                     | Borrowed Time VIP / Pornstar |
| 2008 | "Distress Signal"         | Pendulum & Sub Focus                                         | Bootleg                      |
| 2011 | "Flashing Lights"         | Chase and Status & Sub Focus (featuring Takura)              | No More Idols                |
| 2011 | "Stomp"                   | Sub Focus                                                    | RAMM 100                     |
| 2017 | "Trouble"                 | Sub Focus & Rudimental (featuring Chronixx & Maverick Sabre) | Trouble                      |

### Produkce
| Rok  | Název        | Interpret | Album            |
| ---- | ------------ | --------- | ---------------- |
| 2010 | "Kickstarts" | Example   | Won't Go Quietly |

### VIP mixy
| Rok  | Skladba                   | Vydáno                                   |
| ---- | ------------------------- | ---------------------------------------- |
| 2007 | "Verano" (VIP Mix)        | Free download                            |
| 2010 | "Timewarp" (VIP Mix)      | Splash / Timewarp VIP                    |
| 2010 | "Coming Closer" (VIP Mix) | Splash (Rusko Remix) / Coming Closer VIP |
| 2012 | "Falling Down" (VIP Mix)  | Falling Down (EP)                        |